# 滝澤翔太
滝澤 翔太（たきざわ しょうた、1992年9月3日 - ）は、日本の元ラグビー選手。

## プロフィール
- 大阪府出身[1]。
- ポジションはプロップ(PR)。
- 身長 177cm、体重 105kg
- ニックネームはタッキー。

## 略歴
2011年、近大附属高校卒業後、近畿大学に入る。
2013年、ニュージーランドへ短期留学した
2015年、近畿大学卒業後、Honda Heat(現・三重ホンダヒート)に加入。同年12月19日に行われたジャパンラグビートップリーグ第6節のNTTコミュニケーションズシャイニングアークス戦に途中出場で公式戦初出場を果たした。
2022年、現役を引退した。